# خانه دی
خانه دی (به انگلیسی: House of D) فیلمی محصول سال ۲۰۰۴ به کارگردانی دیوید دوکاونی است. در این فیلم بازیگرانی همچون دیوید دوکاونی، آنتون یلچین، رابین ویلیامز، تیا لئونی، اریکا بادو، فرانک لانگلا، زلدا ویلیامز، اورلاندو جونز و ویلی گارسون ایفای نقش کرده‌اند.